# Kotjärnen (Los socken, Hälsingland, 683898-146974)
Kotjärnen är en sjö i Ljusdals kommun i Hälsingland och ingår i Ljusnans huvudavrinningsområde.